# 秋山暁子
秋山 暁子 （あきやま あきこ）は、日本のピアニスト、作曲家である。新潟県村上市出身。
「自然」をテーマにしたオリジナルのピアノ曲を手掛けている。

## 主な作品
ソロアルバム
- 「凛風」- 東京MXTV「ヒーリングタイム&ヘッドラインニュース ベルギー編」BGM
- 「夢」- 東京MXTV「ヒーリングタイム&ヘッドラインニュース 路面電車のある風景１」BGM
- 「花笑み」
- 「Akicollection」Vol.1 ～3
- 「FOREST FEELING」
- 「Coffee at night」
- 「夕凪」
- 「Happy Day」
- 「Bluesy Morning」
- 「Swinging Step」
- 「kirameku」
- 「Classic Piano Collection vol.1」
- 「優しさの行方」
- 「時の渦」
- 「追憶の夕日」
- 「Ragtime」- スコット・ジョプリン カバー
- 「星屑」
- 「Nostalgic Walts」
- 「空飛ぶ船」
- 「Old Flower」
- 「Blue Lake」
- 「Pleasure」
- 「春の光」
- 「桜色」
- 「Your eyes」
- 「癒しの水面」
- 「虹の向こう」
- 「思い出の坂道」
- 「蒼く漂う」

その他のアルバム
- 「窓」蓑田峻平 & 秋山暁子
- 「VITA NUOVA」 山田タマル, 中垣真衣子 & 秋山暁子
- 「Magnolia」Kanoko Hara & Akiko Akiyama
- 「赤とんぼ」Kanoko Hara & Akiko Akiyama

楽曲提供
- 「レコード」 山田タマル（2021年）

ゲーム
- 「龍が如くシリーズ」（2012年～）
  - 「龍が如く5 夢、叶えし者 オリジナルサウンドトラック Vol.2」（2012年）
  - 「龍が如く6 命の詩。 オリジナルサウンドトラック」（2017年）
- 「JUDGE EYES：死神の遺言」（2018年）
  - 「JUDGE EYES: 死神の遺言 オリジナルサウンドトラック」（2018年）

映画・アニメ
- 「少年少女映画」[4]（2017年劇場公開）※音楽プロデューサー 山田タマル
- 「絶望の怪物」（2019年劇場公開）※AKIKO名義
- 「星の終わり」麻言（2019年）
- 「絶望の怪物/オリジナルサウンドトラック」（2019年）